# SimCity BuildIt
SimCity BuildIt é uma adaptação voltada para dispositivos móveis da famosa franquia de simulação SimCity, criada por Will Wright. O jogo, desenvolvido pela Track Twenty e publicado pela Electronic Arts, foi lançado no dia 15 de dezembro de 2014 para aparelhos com o sistema operacional iOS ou Android.
Este jogo permite que os usuários resolvam situações da vida real como incêndio, esgoto, poluição e tráfego e ajuda a lidar com os problemas que o público enfrenta. Os jogadores podem se conectar e competir com outros usuários para uma jogabilidade mais conectada.

## Desenvolvimento
SimCity BuildIt foi anunciado no dia 10 de setembro de 2014, tanto para tablets quanto para smartphones. “Seja você um planejador urbano cuidadoso ou uma poderosa mente estratégica. Será possível assumir o controle e se divertir em qualquer lugar a que você vá”, dizia o release.

## Recepção
O jogo foi recebido com críticas mistas. De acordo com o site Metacritic, SimCity BuildIt possui 58 pontos baseado em 7 críticas. Já nos serviços de distribuição digital App Store e Play Store, o jogo foi bem recebido.